# Cyrtophora cylindroides
Cyrtophora cylindroides är en spindelart som först beskrevs av Charles Athanase Walckenaer 1842.  Cyrtophora cylindroides ingår i släktet Cyrtophora och familjen hjulspindlar. Utöver nominatformen finns också underarten C. c. scalaris.